# Kanton Janzé
Der Kanton Janzé (bretonisch Kanton Gentieg) ist seit 1790 ein französischer Kanton in den Arrondissements Rennes und Fougères-Vitré, im Département Ille-et-Vilaine und in der Region Bretagne; sein Hauptort ist Janzé.

## Geschichte
Der Kanton entstand am 15. Februar 1790. Von 1801 bis 2015 gehörten sechs Gemeinden zum Kanton Janzé. Mit der Neuordnung der Kantone in Frankreich stieg die Zahl der Gemeinden 2015 auf 10. Die Gemeinden Boistrudan und Piré-sur-Seiche wechselten zum Kanton Châteaugiron. Zu den verbleibenden 4 Gemeinden des alten Kantons Janzé kamen 3 der bisherigen 7 Gemeinden des Kantons Bruz, 2 der bisherigen 10 Gemeinden des Kantons Châteaugiron und die Gemeinde Vern-sur-Seiche aus dem bisherigen Kanton Rennes-Sud-Est hinzu.

## Lage
Der Kanton liegt im Süden des Départements Ille-et-Vilaine.

## Gemeinden

### Kanton Janzé seit 2015
Der Kanton besteht aus zehn Gemeinden mit insgesamt 43.209 Einwohnern (Stand: 1. Januar 2022) auf einer Gesamtfläche von 190,47 km²:
| Gemeinde        | Gallo         | Bretonisch             | Einwohner (2022) | Fläche (km²) | Code postal | Code Insee | Arrondissement |
| --------------- | ------------- | ---------------------- | ---------------- | ------------ | ----------- | ---------- | -------------- |
| Amanlis         | Amanliz       | Amanliz                | 1.765            | 25,25        | 35150       | 35002      | Fougères-Vitré |
| Bourgbarré      | Bórg-Baraé    | Bourvarred             | 4.692            | 14,20        | 35230       | 35032      | Rennes         |
| Brie            | Beriy         | Brev                   | 1014             | 13,56        | 35150       | 35041      | Fougères-Vitré |
| Corps-Nuds      | Cornut        | Kornuz                 | 3555             | 22,56        | 35150       | 35088      | Rennes         |
| Janzé           | Janzae        | Gentieg                | 8618             | 41,26        | 35150       | 35136      | Fougères-Vitré |
| Nouvoitou       | Nóvestóu      | Neveztell              | 3.732            | 18,93        | 35410       | 35204      | Rennes         |
| Orgères         | Orjerr        | An Heizeg              | 5.602            | 16,33        | 35230       | 35208      | Rennes         |
| Saint-Armel     | Saent-Armaèu  | Sant-Armael-ar-Gilli   | 2.344            | 7,75         | 35230       | 35250      | Rennes         |
| Saint-Erblon    | Saent-Erbelon | Sant-Ervlon-an-Dezerzh | 3.615            | 10,93        | 35230       | 35266      | Rennes         |
| Vern-sur-Seiche | Vèrn          | Gwern-ar-Sec'h         | 8.272            | 19,70        | 35770       | 35352      | Rennes         |
| Kanton Janzé    | Janzae        | Gentieg                | 43.209           | 190,47       | -           | 3512       | -              |

### Kanton Janzé bis 2015
Der alte Kanton Janzé bestand aus sechs Gemeinden auf einer Fläche von 151,77 km². Diese waren: Amanlis, Boistrudan, Brie, Corps-Nuds, Janzé (Hauptort) und Piré-sur-Seiche.

## Bevölkerungsentwicklung des alten Kantons
| 1962  | 1968  | 1975  | 1982   | 1990   | 1999   | 2006   | 2012   |
| ----- | ----- | ----- | ------ | ------ | ------ | ------ | ------ |
| 9.844 | 9.973 | 9.769 | 10.152 | 10.805 | 12.333 | 15.463 | 16.775 |

## Politik
Im 1. Wahlgang am 22. März 2015 erreichte keines der drei Wahlpaare die absolute Mehrheit. Bei der Stichwahl am 29. März 2015 gewann das Gespann Jacques Daviau/Françoise Sourdrille (beide PS) gegen Jean-Marc Lecerf/Laurence Mercier (beide Union du Centre) mit einem Stimmenanteil von 50,35 % (Wahlbeteiligung:48,44 %).
Seit 1945 hatte der Kanton folgende Abgeordnete im Rat des Départements:
| Vertreter im conseil général des Départements | Vertreter im conseil général des Départements | Vertreter im conseil général des Départements            |
| Amtszeit                                      | Name                                          | Partei                                                   |
| --------------------------------------------- | --------------------------------------------- | -------------------------------------------------------- |
| 1945–1976                                     | Jean-Marie Lacire                             | CNIP, dann Union des démocrates pour la République (UDR) |
| 1976–1994                                     | Maurice Drouet                                | UDF-CDS                                                  |
| 1994–2001                                     | Danielle Dufeu                                | UDF                                                      |
| 2001–2008                                     | Paul Chaussée                                 | UMP                                                      |
| 2008–2015                                     | Jean-Marc Lecerf                              | MoDem                                                    |
| 2015–                                         | Jacques Daviau Françoise Sourdrille           | PS                                                       |